# Canton de Pointe-à-Pitre-4
Le canton de Pointe-à-Pitre-4 est un ancien canton français situé dans le département de la Guadeloupe.

## Histoire
Le canton de Pointe-à-Pitre-4 est supprimé par le décret n°85-131 du 29 janvier 1985 redécoupant les quatre cantons de Pointe-à-Pitre en trois.

## Composition
Le canton de Pointe-à-Pitre-4 était formé d'une fraction de la commune de Pointe-à-Pitre.

## Représentation
| Période | Période | Identité     | Étiquette | Qualité                                                                     |
| ------- | ------- | ------------ | --------- | --------------------------------------------------------------------------- |
| 1955    | 1967    | Pierre Tarer | PCG       |                                                                             |
| 1967    | 1985    | Henri Bangou | PCG       | Médecin radiologue Maire de Pointe-à-Pitre (1965-2008) Sénateur (1986-1995) |